# Маникир
Маникир је козметички третман ноктију и руку који се изводи код куће или у салону за нокте. Маникир се састоји од подсецања и турпијања ноктију, потискивања заноктица, третмана различитим течностима, масаже руку и наношење лака за нокте. Када се исто примењује на нокте на ногама и на стопала, третман се назива педикир.
Неки маникири укључују сликање слика или дизајна на ноктима или наношење малих налепница или имитација драгуља. Остали третмани ноктију могу да укључују наношење вештачких гел ноктију, типси или акрила, као и француски маникир.
У многим земљама маникирке имају лиценцу и поштују прописе. Будући да се манипулише кожом и понекад се она оштети, постоји ризик од ширења инфекције када се алати користе код многих људи. Стога, неправилна санитација може представљати озбиљне проблеме.

## Етимологија
Енглеска реч маникир потиче од француске речи manucure, што значи „брига о рукама“, што заузврат потиче од латинских речи manus, за „руку“ и cura за „бригу“. Слично томе, енглеска реч педикир потиче од латинских речи pes (генитив - pedis), за „стопало“ и cura, за „бригу“.

## Врсте

### Француски маникир
Џеф Пинк, оснивач професионалног бренда ноктију ORLY, заслужан је за стварање природног изгледа ноктију који је касније назван француски маникир 1976. године.
Средином седамдесетих, Пинк је од филмског редитеља добио задатак да осмисли универзални изглед ноктију који би спасао глумице да не троше време на преправљање ноктију како би се уклопиле у промене костима.
Природни комплет за нокте, како га је тада назвао Пинк, био је хит међу филмским звездама и студијима којима је стратегија уштеде времена неопходна. „Режисер је прокоментарисао да би требало да добијем Оскара за уштеду толико новца индустрији“, рекао је. На крају је Пинк однео тренд у Париз и то им се свидело. Једино што му је требало, било је друго име. Смислио је ребрендирање у „француски“ на лету кући за Лос Анђелес.
Нокте који су прошли француски маникир карактеришу недостатак вештачке основне боје и бели врхови на слободној ивици нокта. Из тог разлога се понекад називају „француске типсе“. Врхови ноктију су обојени у белу боју, док је остатак ноктију полиран у ружичасту или одговарајућу нијансу. Француски маникир се може постићи вештачким ноктима. Међутим, такође је уобичајено извођење француског маникира на природним ноктима. Друга техника је бељење доње површине ноктију белом оловком а прозирна боја се наноси преко целог нокта.

### Маникир са врућим уљем
Маникир са врућим уљем је специфична врста маникира која чисти кутикуле и омекшава их уљем. Врсте уља која се могу користити су минерално уље, маслиново уље, неки лосиони или комерцијални препарати у електричном грејачу.

### Маникир са потапањем у прах
Маникир са потапањем у прах алтернатива је традиционалним акрилним ноктима и гел лаком. Ови прахови постали су популарни због једноставности наношења. Слични су традиционалним побољшањима са свилом или фибергласом.

## Третмани парафинским воском
Руке или стопала могу бити прекривени растопљеним парафинским воском за омекшавање и влажење. Парафински восак се користи јер се може загрејати на температури преко 35 °C без сагоревања или повреда. Интензивна топлота омогућава дубљу апсорпцију омекшивача и есенцијалних уља. Восак се обично убризгава у разне ботаничке састојке попут алоје вере, азулена, камилице или уља чајевца, а и воћни воскови од јабуке, брескве и јагоде често се користе у салонима. Повремено се лосион утрља по рукама или стопалима пре него што се облажу парафином. Третмани парафинским воском често се наплаћују као додатак стандардном маникиру или педикиру. Терапија парафином за руке је индикована за суву кожу која је изгубила еластичност.
Професионалне услуге не би требало да укључују умакање руку или ногу клијената у заједничку парафинску купку, јер восак може бити преносник болести. Парафин треба наносити на начин који избегава контаминацију, често стављањем дела воска у врећу или рукавицу, која се ставља на клијентову руку или стопало и покрива топлим пешкиром или памучном рукавицом да задржи топлоту. Парафин се оставља неколико минута док се не охлади.

## Уобичајени алати и прибор за маникир
Уобичајени алати за маникир/педикир укључују:
- Здела са топлом водом или купка за прсте
- Алат за кутикуле (нож, маказе)
- Потискивач заноктица
- Купка за стопала (педикир)
- Сто за маникир
- Четкице за нокте
- Грицкалица за нокте
- Турпија за нокте (обично шмиргла)
- Маказице за нокте
- Поморанџин штапић
- Турпија од камена пумице/турпија за стопала (педикир)
- Предмет сличан гуменом напрску
- Сепаратор за ножне прсте (педикир)

Уобичајени прибор за маникир/педикир укључује:
- Памучне куглице/јастучићи
- Уклањивач кутикуле
- Крема за руке
- Ручници за руке
- Масажни лосион
- Благи пилинг
- Накит за нокте (често самољепљиви)
- Лак за нокте
- Средства за уклањање лака за нокте или марамице за уклањање лака
  - Лак за основни премаз и лак за пуњење гребена
  - Лак у боји
  - Завршни слој или заптивач

### Могућности здравствене заштите
У Аустралији, Сједињеним Државама и неким другим земљама, многи салони за нокте нуде личне пакете алата који се купују, како би се избегли неки санитарни проблеми у салону. Комплети се често држе у салону и дају се клијенту да их однесу кући или се бацају након употребе. Користе се само када тај клијент дође на третман.
Друга опција је да се клијенту дају турпије и дрвени штапићи за заноктице након маникира. Од 1970-их, огромна већина професионалних салона користи електричне турпије за нокте које су брже и дају квалитетније резултате, посебно са акрилним побољшањима за нокте.

## Основни поступак
Основни поступак маникира практично обухвата:

1. Чишћење (дезинфекциона средства)

2. Негу (креме, млека, лосиони)

3. Естетику (лакови, циркони, апликације)

а спроводи се кроз следеће поступке:
- испитивање стања коже и ноктију
- скидање претходног лака
- турпијање и обликовање ноктију
- мазање уља или гела за заноктице
- квашење ноктију
- потискивање заноктица
- масажа шака
- уклањање масноће
- лакирање ноктију (први, други и завршни слој)
- сушење лака природним или вештачким путем
- савети за одржавање и неговање руку[7]

## Облици ноктију
Постоји неколико облика ноктију: основни облици су бадемасти, овални, шиљасти, округли, квадратни, квадратни овални, квадратни са заобљеним угловима и равни са заобљеним врхом. Квадратни овални облик понекад је познат и као „сквовал“; појам настао 1984. Сквовал се сматра чврстим обликом, корисним за оне који раде рукама.